# ヒルベルト＝シュミット作用素
数学の分野におけるヒルベルト＝シュミット作用素（ヒルベルト＝シュミットさようそ、英: Hilbert–Schmidt operator）とは、ダフィット・ヒルベルトとエルハルト・シュミットの名にちなむ、ヒルベルト空間上の有界線型作用素で、次のような有限のヒルベルト＝シュミットノルムを備えるもののことを言う：
{\displaystyle \|A\|_{\mathrm {HS} }^{2}=\operatorname {Tr} |(A^{*}A)|:=\sum _{i}\|Ae_{i}\|^{2}.}
ここで {\displaystyle \|\ \|} は H のノルムを表し、{\displaystyle \{e_{i}:i\in I\}} は添字集合 {\displaystyle I} についての H の正規直交基底を表す。この添字集合は必ずしも可算でなくても良いことに注意されたい。この定義は、基底の選び方に依存しないため、
{\displaystyle \|A\|_{\mathrm {HS} }^{2}=\sum _{i,j}|A_{i,j}|^{2}=\|A\|_{2}^{2}}
が成り立つ。ここで {\displaystyle A_{i,j}=\langle e_{i},Ae_{j}\rangle } であり、{\displaystyle \|A\|_{2}} は {\displaystyle A} のシャッテンノルムを表す。ユークリッド空間においては、{\displaystyle \|\ \|_{\mathrm {HS} }} はフロベニウスノルムとも呼ばれる。
二つのヒルベルト＝シュミット作用素の積のトレースクラスノルムは、有限である。したがって、A と B を二つのヒルベルト＝シュミット作用素としたとき、ヒルベルト＝シュミット内積（Hilbert-Schmidt inner product）は次のように定義される：
{\displaystyle \langle A,B\rangle _{\mathrm {HS} }=\operatorname {tr} (A^{*}B)=\sum _{i}\langle Ae_{i},Be_{i}\rangle .}
ヒルベルト＝シュミット作用素は、H 上の有界作用素のバナッハ環における両側*-イデアルを形成する。それらはまた、ヒルベルト空間のテンソル積
{\displaystyle H^{*}\otimes H,\,}
と自然に等長同型であると見なされるようなヒルベルト空間を形成する。ここで、H* は H の双対空間である。
ヒルベルト＝シュミット作用素の集合がノルム位相において閉であるための必要十分条件は、H が有限次元であることである。
ある重要な応用例の類は、ヒルベルト＝シュミット積分作用素に見られる。
ヒルベルト＝シュミット作用素は次数 2 の核作用素であり、したがってコンパクトである。